# Esthwaite Water
Esthwaite Water ist ein See im nordenglischen Nationalpark Lake District mit einer Fläche von 1,1 km². Er liegt zwischen den Seen Windermere und Coniston Water in Cumbria.
Der See liegt in einem von Gletschern geformten Tal. Der See ist trotz der Anreicherung mit Nährstoffen aus Abwässern eines der besten Beispiele für einen See mit mittlerem Nährstoffgehalt in England und Wales. Der See ist seit 1987 ein Site of Special Scientific Interest, wird aber bereits seit langem wissenschaftlich untersucht. Im See leben 120 Arten an wirbellosen Tieren und ein Drittel aller Eintagsfliegenarten in Großbritannien sind an diesem Ort zu finden.